# حميلة
حميلة هي إحدى القرى اللبنانية من قرى قضاء النبطية في محافظة النبطية.